# Paul Graham
Paul Graham (1964) es un programador inglés de Lisp, inversor de capital riesgo y ensayista. Es conocido también por su trabajo en Lisp, por ser cofundador de Viaweb (que se vendió a Yahoo Inc. en 1998 por valor de alrededor de 49 millones de dólares) y por ser cofundador también de Y Combinator, una firma de capital semilla. Es el autor de On Lisp (1993), ANSI Common Lisp (1995) y Hackers and Painters (2004).

## Educación
Tras licenciarse en Filosofía en Universidad Cornell y el doctorarse en Ciencias aplicadas, con especialización en Ciencias de la Computación por Harvard, estudió pintura en la Escuela de Diseño de Rhode Island y en la Accademia di Belle Arti en Florencia. 

## Biografía
En 1995, junto con su amigo de Cornell, Robert Tappan Morris, un conocido hacker, famoso por crear el Gusano Morris que había causado graves problemas en Internet en 1988, fundó Viaweb, la primera empresa proveedora de servicios de aplicación (ASP). El producto bandera de Viaweb (escrito totalmente en Common Lisp) les permitía a sus usuarios crear sus propias tiendas en Internet. En el verano de 1998, vendieron la empresa a Yahoo! por 455.000 acciones de la compañía, equivalentes a unos $49 millones de dólares. Luego el producto se llamaría Yahoo! Store.
A partir de entonces empezó a escribir ensayos en su página web, con temas que van desde "Superando los Promedios", que compara a Lisp con otros lenguajes de programación, a "El porqué los nerds son impopulares", que trata de la vida de los nerds en el instituto. Una colección de sus ensayos se publicó como Hackers and Painters (ISBN 0-596-00662-4) de la editorial O'Reilly.
En 2001, anunció que está trabajando en un nuevo lenguaje de programación llamado Arc, un dialecto de Lisp para programadores talentosos. Como parte de su trabajo con Arc, comenzó a desarrollar un cliente de correo electrónico cuando decidió que necesitaba un buen filtro de spam. Su trabajo resultó en un artículo llamado "A Plan for Spam", que ayudó a popularizar los filtros bayesianos contra el spam.
En 2005, tras dar una charla en la Sociedad de Computación de Harvard, (publicada después como "Cómo Iniciar una Startup" ) él y Morris, junto con Jessica Livingston, con quien Graham se casaría en 2008, y un empleado de Viaweb, Trevor Blackwell, decidieron crear un incubadora de empresas llamado Y Combinator para proveer de capital semilla a nuevas compañías startup, sobre todo aquellos iniciados por jóvenes con una orientación más técnica. Algunos de sus proyectos son Startup School, donde personalidades famosas del mundo de las startups dan charlas a participantes venidos de todo el mundo; y el Summer/Winter Founders Program, destinado a estudiantes universitarios y recién graduados que quieren emprender un proyecto durante el verano o invierno respectivamente. Y Combinator ha invertido en más de doscientas startups, incluyendo a reddit, Justin.tv, loopt y Xoobni, además de Dropbox y Airbnb.
En 2008, BusinessWeek incluyó a Paul Graham en su ranking anual de "Las 25 Personas más Influyentes en la Web".

## Controversia en redes sociales
En enero de 2025, Graham enfrentó críticas después de que se le viera regateando con niños de 7 años en una venta de pasteles benéfica, pidiéndoles cambio por un billete de £5. El incidente, que él mismo compartió en redes sociales, atrajo una amplia crítica, ya que muchos lo consideraron inapropiado para una persona de su riqueza—estimada en $2.5 mil millones—negociar sobre una pequeña cantidad de dinero con niños que vendían productos horneados para caridad.
En su publicación, Graham relató que después de comprar artículos, los niños le informaron que no podían proporcionar cambio porque el dinero era para caridad. Su intento de resaltar la situación en redes sociales llevó a una respuesta viral, acumulando más de 1,400,000 vistas pero solo alrededor de 2,700 "me gusta". Usuarios expresaron incredulidad y decepción, cuestionando por qué un multimillonario regatearía con niños y compartiría el incidente públicamente.

## Arc
En 2001, Graham anunció que estaba trabajando en un nuevo dialecto de Lisp llamado Arc. A lo largo de los años ha publicado una serie de ensayos describiendo las características o metas del lenguaje, y algunos proyectos internos en Y Combinator han sido escritos en Arc, más notablemente el foro web de Hacker News y el programa agregador de noticias. 
En el ensayo "Siendo Popular", Graham describe algunas de sus metas para el lenguaje. Aunque algunas de ellas son muy generales ("Arc debe ser 'hackeable'", "debe haber buenas bibliotecas"), también da algunos puntos específicos. Por ejemplo, cree que un lenguaje debe ser conciso: 
"No estaría lejos de la verdad decir que un hacker que está a punto de escribir un programa decide qué lenguaje utilizar, al menos inconscientemente, en base al número total de caracteres que tendrá que teclear. Si bien esta no es precisamente la forma en que los hackers piensan, un diseñador de lenguaje haría bien en actuar como si lo fuera."
También dijo que es mejor para un lenguaje implementar sólo un pequeño número de "axiomas", incluso cuando eso significa que el lenguaje pueda no tener las características que las grandes organizaciones desean, como la orientación a objetos (OO). De hecho, Graham considera que la OO no es útil debido a que sus métodos y patrones son sólo el "buen diseño", y considera que las características del lenguaje utilizadas para implementar OO son parcialmente equivocadas.

## Jerarquía de los desacuerdos de Graham
Graham propuso una jerarquía de desacuerdos en un ensayo Cómo discrepar escrito en 2008, situando los tipos de discusión en una jerarquía de siete puntos y observando que «si ascender en la jerarquía de desacuerdos hace a la gente menos mezquina, eso hará a la mayoría más feliz». Graham también sugirió que la jerarquía puede considerarse una pirámide, ya que las formas más elevadas de desacuerdo son más raras.